# Christian Potalivo
Christian Steengaard Potalivo (født 18. februar 1979) er en dansk producer, dubber og tidligere barnestjerne. Han debuterede på film i en mikroskopisk rolle i filmen Lad isbjørnene danse (1990) og brød igennem i Krummerne (1991) og Krummerne 2 - Stakkels Krumme (1992), hvor han spillede titelrollens ven, Tom.
I 1993 spillede han den ene af titelrollerne i filmen "Viktor og Viktoria" overfor Amalie Ihle Alstrup. Har siden lagt stemme til flere tegnefilm, bl.a. som Fedtmules søn, Max, i både TV-serien "Max og Mule" og de to film "Fedtmule og søn" og "En ekstrem Fedtmule-film". Pjevs i Lille Kylling, Max i Mickey Fejrer Jul I Andeby, Arthur i Shrek den Tredje, Boo Boo I Yogi Bear, Dinosaurerne, Tarzan.
I 2008 var Christian Potalivo producer på filmene Tempelriddernes skat III og Frode og alle de andre rødder, og i 2015 på Iqbal & den hemmelige opskrift. I 2018 producerede Potalivo en internet tv-serie kaldet The Rain sammen med Jannik Tai Mosholt og Esben Toft Jacobsen.

## Privatliv
Christian Potalivo er storebror til den tidligere barnestjerne og skuespillerinde Stephania Potalivo.